# Skoki do wody na Letnich Igrzyskach Olimpijskich 1928 – skoki standardowe z wieży kobiet
Konkurs skoków do wody z 10 m wieży kobiet podczas Letnich Igrzysk Olimpijskich 1928 rozegrany został 10-11 sierpnia 1928 r.

## Wyniki
Rywalizowano w dwóch grupach eliminacyjnych. Z każdej grupy trzy najlepsze zawodniczki awansowały do finału. Do ustalenia poszczególnych miejsc zastosowano system punkt za miejsce, tj. 1 pkt – 1. miejsce, 2 pkt – 2. miejsce itd. (każdy z pięciu sędziów podawał ostateczną pozycję dla zawodniczek). Zawodniczki z najmniejszą liczbą punktów awansowały do finału.
Grupa 1
| Pozycja | Zawodniczka               | Kraj              | Sędzia 1 | Sędzia 1 | Sędzia 2 | Sędzia 2 | Sędzia 3 | Sędzia 3 | Sędzia 4 | Sędzia 4 | Sędzia 5 | Sędzia 5 | Punkty | Wynik (średnia wyników) |
| Pozycja | Zawodniczka               | Kraj              | Pozycja  | Wynik    | Pozycja  | Wynik    | Pozycja  | Wynik    | Pozycja  | Wynik    | Pozycja  | Wynik    | Punkty | Wynik (średnia wyników) |
| ------- | ------------------------- | ----------------- | -------- | -------- | -------- | -------- | -------- | -------- | -------- | -------- | -------- | -------- | ------ | ----------------------- |
| 1.      | Elizabeth Becker-Pinkston | Stany Zjednoczone | 1        | 34       | 1        | 31       | 1        | 32       | 1        | 32       | 2        | 31       | 6      | 32,0                    |
| 2.      | Georgia Coleman           | Stany Zjednoczone | 2        | 32       | 2        | 30       | 2        | 31       | 2,5      | 31       | 1        | 33       | 9,5    | 31,40                   |
| 3.      | Greta Onnela              | Finlandia         | 3,5      | 29       | 6,5      | 26       | 3        | 28       | 4,5      | 28       | 3,5      | 29       | 21     | 28,00                   |
| 4.      | Isabelle White            | Wielka Brytania   | 5        | 27       | 3        | 29       | 4        | 26       | 2,5      | 31       | 8        | 26       | 22,5   | 27,80                   |
| 5.      | Ingegärd Töpel            | Szwecja           | 6        | 26       | 4,5      | 27       | 5,5      | 25       | 4,5      | 28       | 3,5      | 29       | 24     | 27,0                    |
| 6.      | Edith Nielsen             | Dania             | 7,5      | 25       | 4,5      | 27       | 5,5      | 25       | 6        | 26       | 5,5      | 28       | 29     | 26,20                   |
| 7.      | Truus Klapwijk            | Holandia          | 3,5      | 29       | 6,5      | 26       | 7        | 24       | 7,5      | 24       | 7        | 27       | 31,5   | 26,0                    |
| 8.      | Hjördis Töpel             | Szwecja           | 7,5      | 25       | 8        | 25       | 8,5      | 22       | 9        | 23       | 5,5      | 28       | 38,5   | 24,60                   |
| 9.      | Margret Borgs             | Niemcy            | 9        | 23       | 9        | 24       | 8,5      | 22       | 7,5      | 24       | 9        | 25       | 43     | 23,60                   |

Grupa 2
| Pozycja | Zawodniczka           | Kraj              | Sędzia 1 | Sędzia 1 | Sędzia 2 | Sędzia 2 | Sędzia 3 | Sędzia 3 | Sędzia 4 | Sędzia 4 | Sędzia 5 | Sędzia 5 | Punkty | Wynik (średnia wyników) |
| Pozycja | Zawodniczka           | Kraj              | Pozycja  | Wynik    | Pozycja  | Wynik    | Pozycja  | Wynik    | Pozycja  | Wynik    | Pozycja  | Wynik    | Punkty | Wynik (średnia wyników) |
| ------- | --------------------- | ----------------- | -------- | -------- | -------- | -------- | -------- | -------- | -------- | -------- | -------- | -------- | ------ | ----------------------- |
| 1.      | Lala Sjöqvist         | Szwecja           | 3,5      | 27       | 2        | 30       | 1        | 30       | 1        | 28       | 1        | 31       | 8      | 29,20                   |
| 2.      | Marie Baron           | Holandia          | 1        | 29       | 3        | 29       | 2,5      | 29       | 2,5      | 27       | 3        | 28       | 12     | 28,40                   |
| 3.      | Hanni Rehborn         | Niemcy            | 3,5      | 27       | 1        | 32       | 4        | 27       | 4        | 26       | 2        | 29       | 14,5   | 28,20                   |
| 4.      | Renée Cretet-Flavier  | Francja           | 3,5      | 27       | 4,5      | 28       | 2,5      | 29       | 2,5      | 27       | 4,5      | 27       | 17,5   | 27,60                   |
| 5.      | Alida van Leeuwen     | Holandia          | 3,5      | 27       | 4,5      | 28       | 6        | 25       | 5,5      | 24       | 4,5      | 27       | 24     | 26,20                   |
| 6.      | Clarita Hunsberger    | Stany Zjednoczone | 7        | 23       | 6        | 25       | 5        | 26       | 5,5      | 24       | 6        | 24       | 29,5   | 24,40                   |
| 7.      | Doris Grimes          | Wielka Brytania   | 6        | 26       | 7        | 22       | 7        | 23       | 7        | 21       | 7,5      | 22       | 34,5   | 22,80                   |
| 8.      | Kathleen Le Rossignol | Wielka Brytania   | 8        | 20       | 8        | 19       | 8        | 18       | 8        | 20       | 7,5      | 22       | 39,5   | 19,80                   |

### Finał
| Pozycja | Zawodniczka               | Kraj              | Sędzia 1 | Sędzia 1 | Sędzia 2 | Sędzia 2 | Sędzia 3 | Sędzia 3 | Sędzia 4 | Sędzia 4 | Sędzia 5 | Sędzia 5 | Punkty | Wynik (średnia wyników) |
| Pozycja | Zawodniczka               | Kraj              | Pozycja  | Wynik    | Pozycja  | Wynik    | Pozycja  | Wynik    | Pozycja  | Wynik    | Pozycja  | Wynik    | Punkty | Wynik (średnia wyników) |
| ------- | ------------------------- | ----------------- | -------- | -------- | -------- | -------- | -------- | -------- | -------- | -------- | -------- | -------- | ------ | ----------------------- |
| złoto   | Elizabeth Becker-Pinkston | Stany Zjednoczone | 1        | 33       | 2,5      | 30       | 1        | 34       | 1,5      | 31       | 3        | 30       | 9      | 31,60                   |
| srebro  | Georgia Coleman           | Stany Zjednoczone | 3        | 30       | 2,5      | 30       | 2        | 31       | 1,5      | 31       | 1,5      | 31       | 10,5   | 30,6                    |
| brąz    | Lala Sjöqvist             | Szwecja           | 4        | 28       | 1        | 31       | 3,5      | 28       | 3,5      | 28       | 1,5      | 31       | 13,5   | 29,20                   |
| 4.      | Marie Baron               | Holandia          | 2        | 31       | 4        | 28       | 3,5      | 28       | 6        | 26       | 5,5      | 26       | 21     | 27,20                   |
| 5.      | Greta Onnela              | Finlandia         | 5        | 26       | 6        | 23       | 5        | 27       | 5        | 27       | 4        | 27       | 25     | 26,0                    |
| 6.      | Hanni Rehborn             | Niemcy            | 6        | 24       | 5        | 27       | 6        | 23       | 3,5      | 28       | 5,5      | 26       | 26     | 25,60                   |